# Gouvernement Aznar (Castille-et-León)
 Castille-et-León
Nalda Posada
Le gouvernement Aznar est le gouvernement de Castille-et-León entre le 29 juillet 1987 et le 21 septembre 1989, durant la IIe législature des Cortes de Castille-et-León. Il est présidé par José María Aznar.

## Historique
Investi président de la Junte le 21 juillet 1987, José María Aznar annonce la composition de son gouvernement le 28 juillet suivant. La nomination des conseillers prend effet le lendemain après publication au bulletin officiel de Castille-et-León (BOCyL),.
Un accord de coalition gouvernementale est conclu en mai 1989 entre l'AP et le CDS et deux membres du CDS sont ainsi nommés dans l'exécutif régional.

## Composition

### Initiale
| Fonction                                                                       | Titulaire | Titulaire                                                                | Parti |
| ------------------------------------------------------------------------------ | --------- | ------------------------------------------------------------------------ | ----- |
| Président                                                                      |           | José María Aznar López                                                   | AP    |
| Vice-président Conseiller à la Présidence et aux Administrations territoriales |           | Juan José Lucas Giménez (jusqu'au 25/01/1989) Juan Carlos Aparicio Pérez | AP    |
| Conseiller à l'Économie et aux Finances                                        |           | Miguel Pérez Villar                                                      | AP    |
| Conseiller à l'Agriculture, à l'Élevage et aux Montagnes                       |           | Fernando Zamácola Garrido                                                | AP    |
| Conseiller à l'Équipement                                                      |           | Jesús María Posada Moreno                                                | AP    |
| Conseiller à la Culture et au Bien-être social                                 |           | Francisco Javier León de la Riva                                         | AP    |

### Remaniement du19 mai 1989
- Les nouveaux conseillers sont indiqués en gras, ceux ayant changé d'attributions en italique.

| Fonction                                                                               | Titulaire | Titulaire                        | Parti |
| -------------------------------------------------------------------------------------- | --------- | -------------------------------- | ----- |
| Président                                                                              |           | José María Aznar López           | AP    |
| Premier vice-président Conseiller à la Présidence et aux Administrations territoriales |           | Juan Carlos Aparicio Pérez       | AP    |
| Deuxième vice-président Conseiller à l'Environnement et à l'Aménagement du territoire  |           | José Luis Sagredo de Miguel      | CDS   |
| Conseiller à l'Économie et aux Finances                                                |           | Miguel Pérez Villar              | AP    |
| Conseiller à l'Agriculture et à l'Élevage                                              |           | Fernando Zamácola Garrido        | AP    |
| Conseiller à l'Équipement                                                              |           | José María Monforte Carrasco     | CDS   |
| Conseiller à la Culture et au Bien-être social                                         |           | Francisco Javier León de la Riva | AP    |